# Lakkam Dinni, Manvi
Lakkam Dinni là một làng thuộc tehsil Manvi, huyện Raichur, bang Karnataka, Ấn Độ.